# Heinz Adolfowitsch Braun
Heinz Adolfowitsch Braun (ursprünglich Heinz Braun, geb. 1919 in Bochum; gest. ?) war ein sowjetischer Filmschauspieler und Ansager deutscher Herkunft.

## Filmografie (Auswahl)
- 1959: Goldene Staffel – deutscher Bäcker
- 1959: Der erste Tag des Friedens – SS-Hauptsturmführer
- 1962: Hallo, Kinder! – deutscher Soldat
- 1964: Wir rufen das Feuer auf sich selbst – Luftwaffenoffizier
- 1964: Ein Stück Land – gefangener deutscher Offizier
- 1967: Die Hölle explodiert – deutscher Offizier
- 1968: Weit im Westen – Hase, Kommandant, SS-Obersturmbannführer
- 1968: 6. Juli – Kurt Riezler, Botschaftsrat der Deutschen Botschaft
- 1968: Striche zum Porträt W. I. Lenins (Film 2 „Anderthalb Stunden in Lenins Arbeitszimmer. 1918“) – Dr. Riezler
- 1969: Das rote Zelt – Reporter
- 1970: Die Abrechnung – deutscher Offizier
- 1971: Das Komitee der Neunzehn – Episode
- 1971: Die letzte Reise des Albatros – Gottlieb Zimmer, SS-Hauptsturmführer
- 1971: Fünfzehnter Frühling – deutscher Offizier
- 1972: Waldballade – Stolz
- 1973: Mein Schicksal – Walter
- 1973–1983: Der ewige Ruf (Fernsehserie) – Übersetzer in einem Konzentrationslager
- 1974: Vergiß deinen Namen nicht – Episode
- 1977: Dialog
- 1977: Front hinter der Frontlinie – Episode
- 1979: Altschulden – Herr Krüllmann, Vertreter einer deutschen Firma
- 1981: Hirschjagd – SS-Gruppenführer
- 1982: Die Monogamisten – David Klapkoff
- 1984: Strategie des Sieges – liest deutsche Dokumente
- 1991: Erniedrigte und Beleidigte – Arzt